# Erich Schosser
Erich Schosser (* 7. September 1924 in München; † 27. September 2013) war ein deutscher Politiker (CSU) und Denkmalpfleger.

## Leben
Schosser besuchte die Oberschule. Im Zweiten Weltkrieg wurde er als Infanterist in die Wehrmacht eingezogen, dort schwer verwundet und kam 1945 in amerikanische Kriegsgefangenschaft. 1946 holte er sein Abitur nach und studierte anschließend an der Universität München Zeitungswissenschaft, Philosophie sowie musische Fächer. 1951 folgte die Promotion. Während des Studiums machte Schosser eine journalistische Ausbildung, war mehrere Jahre als freier Journalist besonders für den Rundfunk tätig und machte zugleich umfangreiche historische Studien, vorwiegend über Osteuropa und Asien. 1965 wurde er Redakteur beim Bayerischen Rundfunk. Ab 1973 war er Vorsitzender des Landesdenkmalrats und galt als Vater des Bayerischen Denkmalschutzgesetzes. Bis zu seinem Tode war Erich Schosser Ehrenvorsitzender des Bayerischen Landesdenkmalrats und Kuratoriumsmitglied der Bayerischen Volksstiftung.

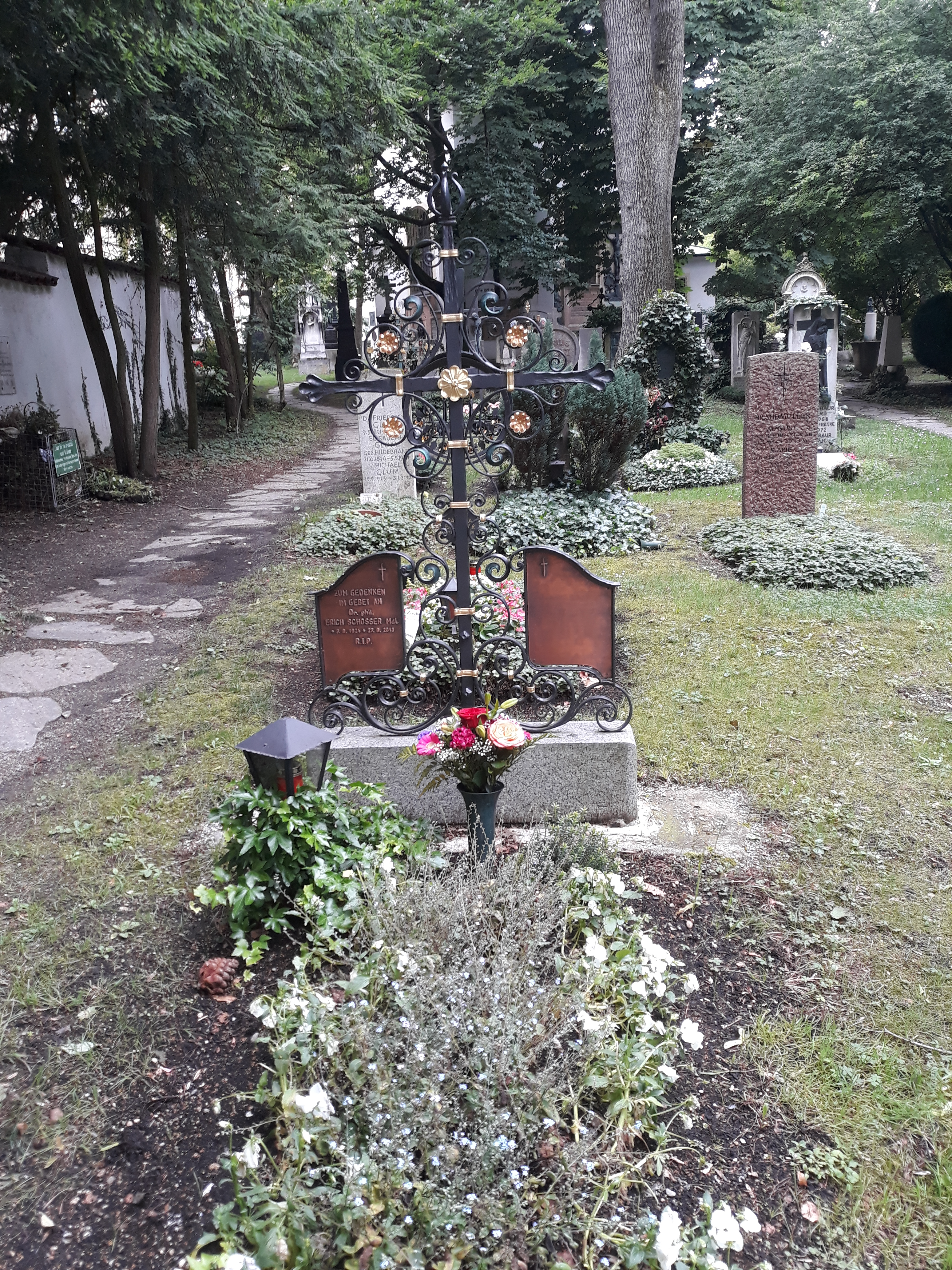
Grab Erich Schosser, Friedhof Neuhausen, München

Von 1966 bis 1994 saß Schosser im Bayerischen Landtag, zeitweise als direkt gewählter Abgeordneter des Stimmkreis München-Nymphenburg.
Zum Andenken an das gemeinsame Wirken im Bereich des Denkmalschutzes und der Denkmalpflege gründete Schossers Witwe die Dr. Erich und Elisabeth Schosser-Stiftung als unselbständige Stiftung unter dem Dach der Initiative Kulturerbe Bayern.